# Oändlige, i ljusets strålar
Oändlige, i ljusets strålar är en kristen psalm. Texten är skriven av Johan Åström och Johan Olof Wallin.

## Publicerad i
- 1819 års psalmbok, som nummer 19 under rubriken "Guds enhet och treenighet".